# Майбутнє Землі

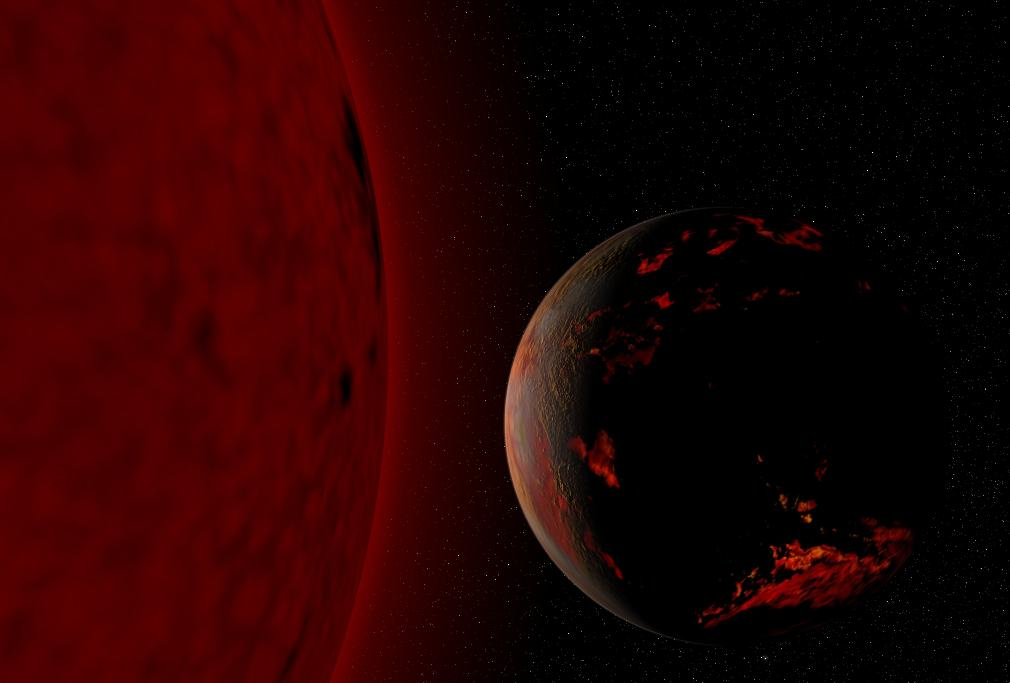
Червоний гігант (Сонце) і планета Земля

Майбутнє Землі — сукупність прогностично-футорологічних та есхатологічних поглядів на майбутній розвиток людства.

## Основні напрямки
Буде визначатися рядом факторів, включаючи збільшення світимості Сонця, втрату теплової енергії ядра Землі, вплив інших тіл Сонячної системи та біохімії на поверхню Землі. Теорія Миланковича передбачає, що планета буде як і раніше проходити цикли зледеніння через нахил та прецесію осі, ексцентриситет орбіти Землі. У рамках поточного циклу тектоніка плит, ймовірно, приведе до появи суперконтиненту через 250—350 млн років. Через деякий час в майбутньому, в наступні 1,5-4,5 млрд років, нахил осі Землі може почати відчувати хаотичні зміни, зі змінами нахилу осі до 90°.[джерело?]

## Гіпотези
Через один-два мільярди років у майбутньому постійне збільшення сонячної радіації, викликане нарощуванням гелію в ядрі Сонця призведе до випаровування океанів і припинення дрейфу континентів.[джерело?] Через чотири мільярди років збільшення температури на поверхні Землі буде причиною незворотного парникового ефекту.[джерело?] До того часу більшість, якщо не все, життя на поверхні планети зникне. Швидше за все, подальша доля планети — поглинання її Сонцем через приблизно 7,5 млрд років, після того як Сонце ввійде у фазу червоного гіганта і його розширення перетне орбіту планети[джерело?].